# Burley, Hampshire
Burley är en by och  civil parish i New Forest i Hampshire i England. Orten har 1 384 invånare (2011).